# Campeonato Rondoniense 2020
In 2020 werd het 74ste Campeonato Rondoniense gespeeld voor voetbalclubs uit de Braziliaanse staat Rondônia. De competitie werd georganiseerd door de FFER en werd gespeeld van 1 februari tot 5 december. Door de coronacrisis in Brazilië werd de competitie op 17 maart stilgelegd. De competitie werd hervat in de tweede helft van november. Echter werd de competitie niet meer afgewerkt voor de clubs die al geen kans meer maakten op de titel en zouden enkel Porto Velho, Genus, Real Ariquemes, Ji-Paraná, União Cacoalense, Pimentense en Vilhenense de competitie hervatten. Later melden ook Pimentense, Vilhenense en Genus zich af. 				

## Eerste fase
De clubs spelen heen en terug tegen de clubs uit hun eigen groep.

### Groep A
| Plaats | Club           | Wed. | W | G | V | Saldo | Ptn. |
| ------ | -------------- | ---- | - | - | - | ----- | ---- |
| 1.     | Porto Velho    | 8    | 5 | 3 | 0 | 11:1  | 18   |
| 2.     | Real Ariquemes | 8    | 5 | 2 | 1 | 9:3   | 17   |
| 3.     | Genus          | 8    | 3 | 1 | 4 | 11:11 | 10   |
| 4.     | Rondoniense    | 7    | 1 | 1 | 5 | 5:12  | 4    |
| 5.     | Guajará        | 7    | 1 | 1 | 5 | 3:12  | 4    |

|  | Geplaatst voor tweede fase |

### Groep B
| Plaats | Club             | Wed. | W | G | V | Saldo | Ptn. |
| ------ | ---------------- | ---- | - | - | - | ----- | ---- |
| 1.     | Ji-Paraná        | 10   | 6 | 4 | 0 | 19:5  | 22   |
| 2.     | União Cacoalense | 10   | 6 | 3 | 1 | 15:3  | 21   |
| 3.     | Vilhenense       | 8    | 4 | 2 | 4 | 8:7   | 14   |
| 4.     | Pimentense       | 9    | 1 | 3 | 5 | 6:17  | 6    |
| 5.     | Barcelona        | 8    | 1 | 2 | 5 | 7:15  | 5    |
| 6.     | Guaporé          | 9    | 1 | 2 | 6 | 7:15  | 5    |

|  | Geplaatst voor tweede fase |

## Tweede fase
In geval van gelijkspel worden strafschoppen genomen, tussen haakjes weergegeven. 
|  | halve finale     | halve finale | halve finale | halve finale |  |                | finale | finale | finale | finale |
|  |                  |              |              |              |  |                |        |        |        |        |
|  |                  |              |              |              |  |                |        |        |        |        |
|  | Porto Velho      | 0            | 2            | 2 (3)        |  |                |        |        |        |        |
|  | União Cacoalense | 1            | 1            | 2 (2)        |  |                |        |        |        |        |
|  |                  |              |              |              |  | Porto Velho    | 2      | 1      | 3      |        |
|  |                  |              |              |              |  | Real Ariquemes | 1      | 0      | 1      |        |
|  | Ji-Paraná        | 1            | 2            | 3            |  |                |        |        |        |        |
|  | Real Ariquemes   | 3            | 1            | 4            |  |                |        |        |        |        |

## Kampioen
| Campeonato Rondoniense de 2020  |
| Rondônia                        |
| ------------------------------- |
| PORTO VELHO Kampioen (1° titel) |